# Humberto Jesús Castro García
Humberto Jesús Castro García, más conocido como Humberto Castro, nació en La Habana, Cuba, el 9 de julio de 1957. Realizó estudios en la Academia Nacional de Bellas Artes San Alejandro de La Habana y en el Instituto Superior de Arte (ISA), La Habana, Cuba. En el año 1980 fue miembro del Taller Experimental de Gráfica (TEG), La Habana. Desde 1982 a 1985 fue miembro de Hexágono Equipo de Creación Colectiva.

## Exposiciones personales
Figuran entre sus exposiciones personales en 1980 "Hallazgos". Teatro Mella, La Habana, CUBA. En 1988 "Three Cuban Artists". Gallery 76, Ontario College of Art/Forest City Gallery, Toronto, Ontario, Canadá. En 1991 "Humberto Castro. Jeune Peinture", Gran Palacio de París, Francia. En 1993 "Humberto Castro. L’envol d’Icare". Le Monde de L’Art, París, Francia y Art 93 Chicago. The New Pier Show, Chicago, Illinois, EE. UU. En 1995 "Le Radeau d’Ulyses". Le Monde de L’Art, París, Francia y "Humberto Castro. Nuevos trabajos". Galería Corine Timsit, San Juan, Puerto Rico. En 1997 "Mariano y Humberto Castro". Pan American Art Gallery, Dallas, Texas, EE. UU.

## Exposiciones colectivas
Entre sus exposiciones colectivas se encuentran en 1975 Escuela Nacional de Artes Plásticas San Alejandro, La Habana.  En 1983 15th International Biennial of Graphic Art. Moderna Galerija, Ljubljana, Yugosklavia. En 1984 Eighth British International Print Biennale. Cortwright Hall, Lister Park Bradford, Bradford, Reino Unido, 1.ª Bienal de La Habana. Museo Nacional de Bellas Artes, La Habana, Cuba.
En1986 VII Bienal de San Juan del Grabado Latinoamericano y del Caribe. Arsenal de la Marina, San Juan, Puerto Rico, y en 1989 9 Norweigan International Print Triennale Fredrikstad 1989. Fredrikstad Bibliotek, Fredrikstad, Noruega. En 1991 42é Salon de la Jeune Peinture. Grand Palais, París, Francia, y Cuarta Bienal de La Habana. Museo Nacional de Bellas Artes, La Habana. y en el 2000 "La gente en casa". Colección contemporánea. Séptima Bienal de La Habana. Museo Nacional de Bellas Artes, La Habana, Cuba.

## Premios
Entre los premios obtenidos a lo largo de su carrera se encuentran En 1981 Primer Premio en Grabado. Primer Salón Nacional de Pequeño Formato, Salón Lalo Carrasco, Hotel Habana Libre. En 1983 Premio. Encuentro de Grabado’83. Sala Tespis, Hotel Habana, Libre, La Habana. En 1984 Primer Premio en Grabado. I Trienal Internacional de Arte contra la Guerra, Museo Estatal de Majdanek, Lublin, Polonia. En 1986 Premio. VII Bienal de San Juan del Grabado Latinoamericano y del Caribe, Arsenal de la Marina, San Juan, Puerto Rico y en 1994 Primer Premio “Toison d’Or”. Cannes, Francia.

## Colecciones
Su trabajo se encuentra presente en las colecciones
- Ambrosino Gallery's collection, Miami, Florida
- Centro de Arte Euro Americano, Caracas, Venezuela
- Fondo Cubano de Bienes Culturales, La Habana, Cuba
- Galerie Le Monde de L’Art, París, Francia
- Galerie Akié Aricchi, París, Francia
- Museo de la Villa de Capo de Orlando, Sicilia, Italia
- Museo de Arte de São Paulo, Sao Paulo, Brasil
- Museo de Arte Latinoamericano, Managua, Nicaragua
- Museo Estatal de Majdaneck, Lublin, Polonia
- Museo de Bellas Artes (Cuba), La Habana, Cuba
- Museum of Art Fort Lauderdale, Fort Lauderdale, Florida,